# Jean Sagette
Jean Sagette, né le 5 octobre 1907 à Cussac et mort le 18 avril 1974 à Champs-sur-Tarentaine-Marchal, est un homme politique français.

## Biographie
Exploitant agricole dans le Cantal, dans la région de Cussac et Champs-sur-Tarentaise, il est dans les années 1930 dans la mouvance de la droite nationaliste.
En 1936, pour tenter de faire obstacle au candidat du Front populaire, Maurice Montel (Jeune république), il se présente contre lui aux législatives, avec un soutien large de la droite locale, mais n'est pas élu.
Sans réellement faire acte de collaboration active, Jean Sagette adopte une attitude favorable au régime de Vichy, participant notamment aux instances corporatives mises en place à cette période.
Il ne reprend la vie politique qu'assez tardivement, et plutôt timidement, avec un mandat de conseiller municipal de la petite commune de Neuvéglise, obtenu en 1953.
En 1956, bien que totalement étranger à la Résistance et clairement marqué à droite, il figure sur la liste de l'UDSR et du RGR, menée par Augustin Chauvet, qui n'obtient cependant qu'un seul siège.
Deux ans plus tard, il est élu conseiller général du Cantal, dans le canton de Saint-Flour-Sud.
Lors du retour de De Gaulle au pouvoir, en 1958, l'UNR ne dispose pas dans le Cantal d'un réseau de militants et d'élus digne de ce nom.
L'investiture du parti gaulliste échoit donc à Jean Sagette, qui affronte deux personnalités locales d'envergure : Camille Laurens, député de droite sortant et l'ancien député Henri Joannon (MRP).
Arrivé en seconde position, avec 24,4 % des voix, derrière Laurens, au premier tour, il bénéficie du retrait sans désistement des candidats SFIO et MRP au second pour être élu député, avec 55,9 % au second.
Élu actif, il se consacre principalement aux problèmes agricoles, et défend les spécificités de l'agriculture de son département et les intérêts des petits exploitants.
En novembre 1962, il est d'autant plus facilement réélu (avec 57,5 % des voix) que Camille Laurens renonce à se présenter.
En 1967, Georges Pompidou, qui n'a jamais été élu au suffrage universel, décide de se présenter aux législatives, et choisit la circonscription dont Sagette est sortant. Celui-ci se présente donc comme suppléant du Premier Ministre, qui est facilement élu dès le premier tour (62,3 % des voix), et continue de siéger à l'assemblée dès le 9 mai, le chef du gouvernement étant reconduit dans ses fonctions.
Mais l'année suivante, après la dissolution de l'Assemblée nationale, Pompidou, qui se représente, décide de choisir un autre suppléant (en l'occurrence Pierre Raynal). Cette décision met fin à la carrière politique nationale de Jean Sagette.

## Détail des fonctions et des mandats
Mandat parlementaire
- 1958 - 1968 : député de la 2e circonscription du Cantal.

Mandats locaux
- 1955 - 1967 : conseiller général du Cantal élu dans le canton de Saint-Flour-Sud.
- ? - ? : maire de Neuvéglise.